# David Waisman
Pour les articles homonymes, voir Waisman.
À ne pas confondre avec le réalisateur américain David Weisman (1942-2019).
Waisman  Rjavinsthi est un nom espagnol. Le premier nom de famille, en général paternel, est Waisman ; le second, en général maternel, souvent omis, est Rjavinsthi.
David Waisman Rjavinsthi, né le 4 mai 1937 à Chiclayo, dans le département de Lambayeque, est un entrepreneur et homme politique péruvien. Il est élu pour la première fois aux élections de 2000, remportées par Alberto Fujimori. Il est réélu aux élections de 2001, et est nommé second vice-président (es) et ministre de la Défense par Alejandro Toledo. Il quitte la politique après la conclusion d'un troisième terme en 2011.

## Biographie

### Jeunesse et éducation
David Waisman naît à Chiclayo de Natan Waisman Reines et de Blima Rjavinsthi Tubac, un couple d'immigrants Juifs d'Europe ayant fui les nouvelles politiques antisémites de plus en plus sévères. Il effectue ses études primaires au colegio José Granda, puis poursuit les études secondaires au colegio Hipólito Unanue, mais ne complète pas ses études.

### Carrière politique

#### Premier terme
En 1999, il est sollicité par Alejandro Toledo pour joindre son parti Pérou possible dans les prochaines élections. Il lui promet le poste de second Vice-président, mais il n'obtient pas le poste, le parti d'Alberto Fujimori ayant remporté une troisième fois les élections.
Il remporte néanmoins un siège dans Lima avec 41 125 voix pour un mandat de quatre ans. Il dirige notamment la commission d'enquête contre Vladimiro Montesinos. Fervent opposant au Fujimorisme, il prend part avec Toledo et Carlos Ferrero à la marche des Cuatro Suyos (es). En novembre 2000, avec la résignation de Fujimori, on annonce de nouvelles élections, ce qui entraîne la fin du premier mandat de Waisman.

#### Second terme
Waisman se représente aux élections de 2001 sous la bannière de Pérou possible pour le poste de second Vice-président, qui sont cette fois-ci remportées par Pérou possible. Le 28 juillet, Waisman et le futur premier Vice-président Raúl Díez Canseco Terry prêtent serment pour prendre leurs postes.
Il est aussi nommé ministre de la Défense pour pouvoir restructurer l'armée péruvienne. Il effectue des changements de postes dans la haute administration et encourage la lutte au trafic de drogue, le terrorisme, le trafic d'armes et la dégradation environnementale. Il résigne de son poste en 2002, à cause d'un désagrément avec le Président du conseil Roberto Dañino.
En 2004, Canseco résigne de poste pour conflits de famille et Waisman devient donc officiellement le remplacement pour Toledo lors de ses voyages à l'extérieur.
En vue des élections de 2006, Waisman est vu comme potentiel candidat à la présidence pour Pérou possible, Toledo ne pouvant briguer un second mandat. Cependant, Pérou possible propose comme candidats Rafael Belaúnde Aubry (es) et Jeannete Enmanuel Tejada (es), qui n'ont tous deux pas plus aux membres du parti, et finalement le parti s'est lancé dans les élections avec seulement des candidats à la Chambre des représentants.

#### Troisième terme
David Waisman est facilement réélu aux élections de 2006, toujours avec Pérou possible. Cependant, déçu de Toledo et de certains membres du parti, il quitte la caucus du parti pour rejoindre la Solidarité nationale,.
Aux élections de 2011, il tente sans succès d'être élu avec la coalition de la Solidarité nationale (es).

## Distinctions
- Chevalier Grande-Croix de l'ordre d'Isabelle la Catholique
- Grande-Croix de l'ordre militaire d'Ayacucho
- Grande-Croix spéciale de l'ordre Gran Almirante Grau
- Grande-Croix spéciale de l'ordre de la Croix péruvienne du Mérite à la Marine
- Ordre de la Croix péruvienne du Mérite militaire